# Arycanda unicolor
Arycanda unicolor är en fjärilsart som beskrevs av W. Warren 1907. Arycanda unicolor ingår i släktet Arycanda och familjen mätare. Inga underarter finns listade i Catalogue of Life.